# 충청남도 축산기술연구소
충청남도 축산기술연구소(忠淸南道 畜産技術硏究所, Chungcheongnam-do Livestock Research Institute)는 충청남도의 축산관련 사무를 담당하기 위하여 충청남도청 산하에 설치된 사업소이다.
소장은 지방기술서기관이나 지방농업연구관으로 보한다.

## 역사
1941년 8월 1일 대전유성에서 충청남도 종양장으로 발족하였으며, 1945년 3월 31일에 충청남도 종축장으로 개칭하였으며, 1999년 6월 21일에 충청남도 농업기술원 축산시험장으로 개칭, 2000년 8월 1일에 충청남도 축산위생연구소와 통합했으며, 2006년 4월 20일에 충청남도 축산기술연구소로 조직 확대 개편하였다.

## 조직 및 인력

### 조직
- 종축개량과
- 축산연구과

### 인력
축산기술연구소 직원은 일반직(소장,과장 등),연구사(과장 등),공무직,실무원등으로 이루어졌다.
| 구분 | 계 | 일반직 | 일반직 | 일반직    | 일반직 | 일반직 | 일반직 | 일반직 | 일반직 | 공무직 | 실무원 |
| 구분 | 계 | 4급    | 5급    | 5급연구관 | 6급    | 7급    | 연구사 | 8급    | 9급    |        |        |
| 정원 | 36 | 1      | 1      | 1         | 2      | 5      | 5      | 1      | 2      | 13     | 5      |
|      |    |        |        |           |        |        |        |        |        |        |        |

## 재산 및 종축 현황[3]

### 부지 및 건물(2018년 1월 현재)
총면적 634,000m²의 부지를 가지고 있으며, 건물(동)이 20개가 위치하고 있다.

### 종축 현황(2018년 10월 현재)
돼지는 총683두(종모돈사 20두,임신사 148두, 분만사 69두, 자돈사 290두, 비육사 118두, 검정사 32두, 청정사 4두, 격리사 2두)이며, 소는 총 226두(한우 190두, 칡소 36두), 닭은 총 510수를 키우고 있다.

## 주요기능(업무)[4]
축산기술연구소는 축산환경 변화에 따른 연구개발 추진 하며 축산기술 제공을 통한 농가 생산성 향상에 도움되고자 하며, 우량종축 생산·보급 및 가축유전자원 운영을 하고 있다.

### 축산환경 변화에 따른 연구개발 추진
- 고능력 모돈(산자수) 선발 관련 자궁내 단백질 연구
- 한우 유전능력 평가체계 구축
- 번식우 선발 및 임신적기 측정을 위한 분자마커 개발(신규)
- 부식산을 활용한 양돈분뇨 퇴·액비 부속도 연구(신규)
- 친환경축산을 위한 학취저감 효능 시험(신규)
- ICT를 활용한 축산농가 생산성 향상 시범사업(신규)

### 축산기술 제공을 통한 농가 생산성 향상
- 한우 송아지 친자감별체계 기반구축 및 한우개량 촉진
- 동계 풀사료 품질검사 서비스 제공
- 축산공무원 현장교육을 통한 가축관리 실무능력 향상
- 보증종모우(씨수소) 생산을 통한 한우개량 촉진

### 우량종축 생산·보급 및 가축유전자원 운영
- 우량종축 및 한우 수정란 생산·보급
- 한우(칡소), 재래계 등 토종가축 유전자원 보존

## 같이 보기
- 충청남도